# Ледниковый период: Приключения Бака
«Ледниковый период: Приключения Бака» (англ. The Ice Age Adventures of Buck Wild) — американский компьютерно-анимационный приключенческий комедийный фильм 2022 года, снятый Джоном С. Донкином в его полнометражном режиссёрском дебюте по сценарию Джима Хехта, Рэя Делаурентиса и Уильяма Шифрина. Спин-офф франшизы «Ледниковый период», а также продолжение мультфильма «Ледниковый период 5: Столкновение неизбежно».
В нём рассказывается о двух братьях-опоссумах Крэше и Эдди и их приключениях, когда они становятся самостоятельными опоссумами вместе с титульным персонажем Баком Уайлдом. Первоначально планировавшийся как телевизионный сериал, «Ледниковый период: Приключения Бака» был переделан в полнометражный фильм. Снятый компанией 20th Century Animation и выпущенный под лейблом Walt Disney Pictures, он вышел в прокат 28 января 2022 года как оригинальный фильм Disney+.
Фильм получил в целом негативные отзывы критиков, которые посчитали, что в нём не хватает основного акцента на титульном персонаже, и раскритиковали перестановку актёров озвучки, качество анимации, отсутствие Скрата, а также решение о производстве фильма без участия Blue Sky Studios. Возможность создания продолжения фильма обсуждалась исполнительным продюсером Лори Форте.

## Сюжет
Пытаясь отработать один из своих экстремальных трюков, опоссумы Крэш и Эдди случайно вызывают лавину, которая разрушает летнее место обитания банды. Мэнни, Сид, Диего и Элли злятся на них, заявляя, что в одиночку им не выжить. Желая доказать, что они ошибаются, Крэш и Эдди тайно покидают свой временный лагерь, пока остальные спят. Обнаружив их отсутствие на следующее утро, Элли настаивает, чтобы они отправились на их поиски. Тем временем Крэш и Эдди натыкаются на вход в подземный Затерянный мир — страну, полную динозавров, и сталкиваются со своим старым другом — лаской Баком, который спасает их от хищников и рассказывает, что протоцератопс-супремасист по имени Орсон, над которым в детстве издевались за слишком огромный мозг, сбежал из ссылки и пришел завоевать Затерянный мир. Бак пытается вернуть Крэша и Эдди в их дом, но обнаруживает, что Орсон закрыл вход валуном.
Бак и опоссумы отправляются в убежище Бака, где он рассказывает, что когда-то он был частью старой команды, которая основала водопой как место для мирного сосуществования животных. Далее он рассказывает, что Орсон не принял предложение присоединиться к его команде, потому что верил в мир, где сильные доминируют над слабыми, а он — их лидер. Далее Бак объясняет, что они победили Орсона и изгнали его на вулканический остров, откуда он выбрался, укротив двух рапторов с помощью огня.
Рапторы Орсона находят убежище Бака, но Зи, зорилла, которая раньше была частью бывшей команды Бака, спасает Бака и опоссумов, используя газ, чтобы уничтожить рапторов. Затем Орсон собирает целую армию рапторов и нападает на водопой, а Бак и Зи приказывают животным эвакуироваться. Бак и Зи, отношения которых после разрыва команды стали напряженными, отправляются вместе с опоссумами за помощью. Они прибывают в Затерянную лагуну и вызывают своего старого друга — маму-тираннозавра. Когда Орсон и его рапторы прибывают и снова нападают на них, Бак и Зи прощают друг друга за разрыв старой команды и соглашаются работать вместе. В качестве отвлекающего манёвра Бак попадает в плен к Орсону, что позволяет остальным сбежать.
Пытаясь выяснить, как Орсон управляет рапторами, Зи и опоссумы разрабатывают план возвращения Бака. Элли, Мэнни, Сид и Диего узнают, что Крэш и Эдди попали в Затерянный мир, и открывают вход. Они встречают маму, которая подвозит их к водопою, где Орсон взял Бака в плен, чтобы скормить рапторам, планируя использовать его в качестве примера для всех, кто отказывается следовать его правилам. Зи и опоссумы освобождают Бака и сражаются с Орсоном и его армией, к битве присоединяются Мэнни, Сид, Диего, Элли и мама. Бак пытается объяснить Орсону, что все должны жить в мире, но Орсон высокомерно отвергает его и продолжает сражаться. Выяснив, что Орсон управляет рапторами с помощью огня, Крэш и Эдди используют пойманных по дороге огнедышащих ящериц, заставляют их дохнуть огнем и получают контроль над рапторами, заставляя их преследовать Орсона, спасая Затерянный мир.
Элли, Мэнни, Сид и Диего извиняются перед Крэшем и Эдди за то, что сомневались в них, и просят их вернуться домой, но Крэш и Эдди говорят, что хотят остаться в Затерянном мире с Баком и Зи. Огорченная тем, что больше не будет с ними, но в то же время гордая тем, что приключение с Баком сделало их взрослее, Элли разрешает Крэшу и Эдди остаться и прощается с ними, но Крэш и Эдди по-прежнему часто навещают банду.

## Роли озвучивали[2][3]
- Саймон Пегг — Бак (Бакминстр)
- Винсент Тонг и Аарон Харрис — Крэш и Эдди
- Уткарш Амбудкар — Орсон
- Юстина Мачадо — Зи[4].
- Шон Кенин Элиас-Рейес — Мэнни
- Джейк Грин — Сид
- Скайлер Стоун — Диего
- Доминик Дженнингс — Элли

## Релиз

### Маркетинг
Первый взгляд на фильм был показан 10 декабря 2020 года на Дне инвестора Disney. На нем изображены Крэш и Эдди, которых спасают от гибели Бак и его птеродактиль Пенелопа.

### Потоковое вещание
Фильм был выпущен в США и Канаде 28 января 2022 года как оригинальный фильм Disney+. Позже он был выпущен на Disney+ в других странах 25 марта 2022 года. Однако фильм был выпущен на сервисе под названием Walt Disney Pictures вместо 20th Century Studios, после того как был перенесен из 20th Century Studios и 20th Century Animation.

## Критика
Мультфильм получил крайне негативные отзывы от критиков и зрителей. На сайте агрегатора обзоров Rotten Tomatoes фильм имеет 19 % из 30 отзывов критиков являются положительными со средним рейтингом 3,9/10. Metacritic присвоил фильму оценку 30 из 100 на основе 5 критиков, что указывает на неблагоприятные отзывы. Сара Беа Милнер из Screen Rant дала картине 2 звезды из 5 и назвала её худшей частью во франшизе. Джулиан Роман из MovieWeb отмечал, что мультфильм «лишён юмора» и входит во франшизу, «которая давно себя изжила».
Саймон Пегг позже издевался над фильмом во время создания и во время своего появления на 75-й церемонии вручения кинопремии Британской киноакадемии. Актёр выступил с речью, в которой посоветовал не смеяться, говоря об ужасных фильмах-катастрофах, после обсуждения «Не смотрите наверх», сказав: «Так что лучше не смеяться, избегая ужасных фильмов-катастроф. Если вы хотите сделайте это, я могу порекомендовать ужасный анимационный фильм-катастрофу, в котором я озвучивал и играл главную роль, и который находится на Disney+, он называется „Ледниковый период: Приключения Бака“. Пожалуйста, не смотрите этот фильм в моей стране. Вероятно, вам следует избегать этого фильма».

## Продолжение
В рекламном наборе фильма упоминается ещё один фильм серии Ледниковый период, который находится в разработке, а сценарий написан Рэем ДеЛаурентисом.
Лори Форте обсудила возможность создания ещё одного фильма, сказав: «Я думаю, что это немного преждевременно. Мы надеемся, что люди положительно откликнутся на наш фильм, и это поможет нам снять ещё одну часть. Если зрители хотят продолжение, то у нас есть масса идей. Идеям, приключениям и персонажам нет конца, так что мы готовы, если они готовы».
В 2024 году Джон Легуизамо подтвердил, что шестой фильм находится в разработке.
Шестая часть выйдет в прокат 18 декабря 2026 года.